# Navlja (fiume)
La Navlja (in russo Навля?) è un fiume della Russia occidentale (Oblast' di Orël e di Brjansk), affluente di sinistra della Desna (bacino del Dnepr).
La sorgente del fiume si trova vicino al villaggio di Navlja nel distretto Šablykinskij, nella regione di Orël. Scorre principalmente in direzione sud-ovest. La lunghezza del fiume è di 126 km (di cui 74 chilometri nella regione di Brjansk). L'area del bacino idrografico è di 2 242 km². Il letto del fiume è tortuoso, largo da 6 a 15 metri, la profondità varia da 0,5 a 2 metri. Il livello dell'acqua più alto si osserva quando la neve si scioglie in aprile. Il fiume è coperto di ghiaccio da dicembre a marzo.
Il maggior centro abitato lungo il corso del fiume è l'insediamento di tipo urbano di Navlja.